# Mariosousa dolichostachya
Mariosousa dolichostachya là một loài thực vật có hoa trong họ Đậu. Loài này được (S.F. Blake) Seigler & Ebinger mô tả khoa học đầu tiên năm 2006.